# Mose Nowomeisky

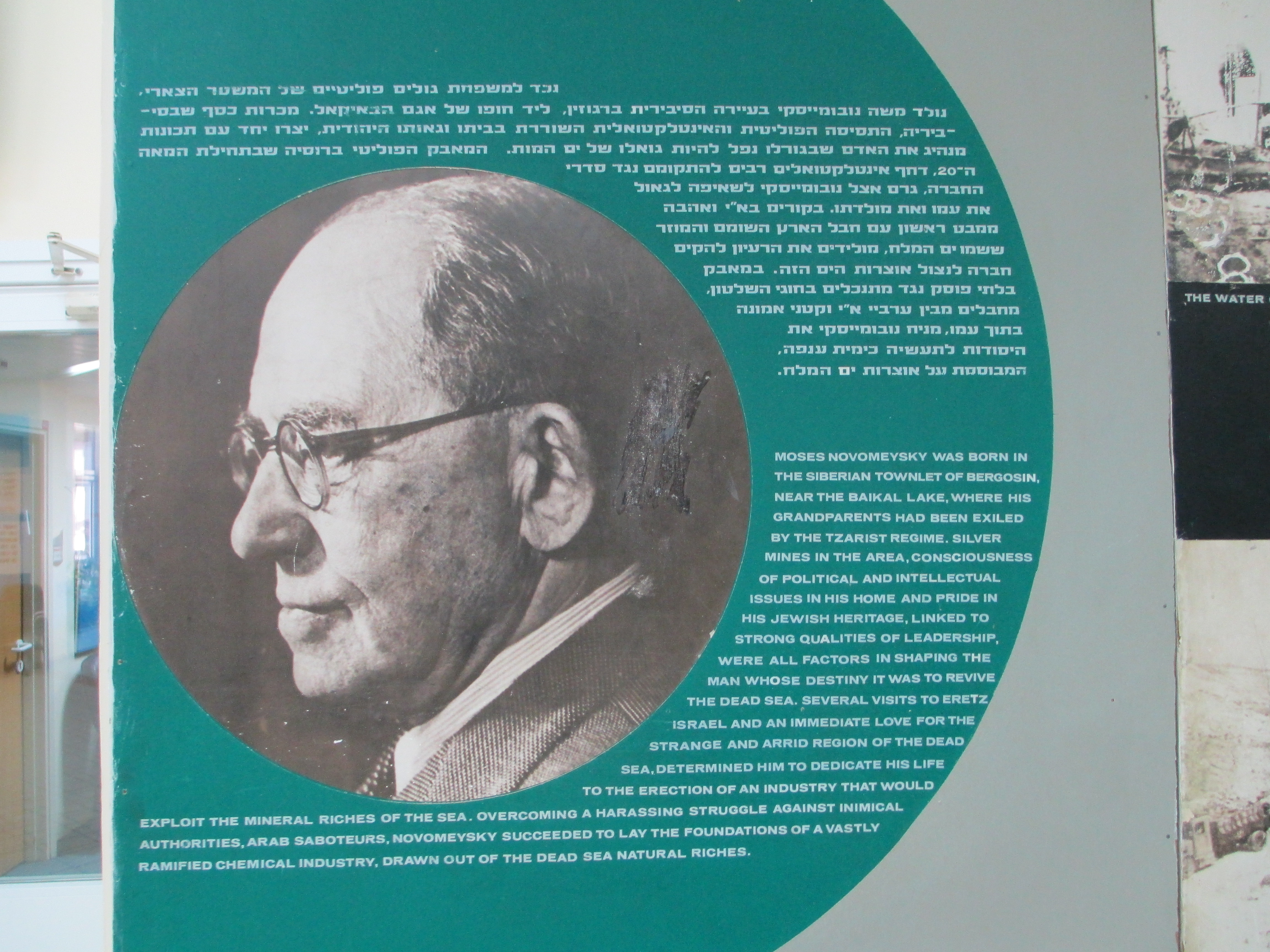
Mose Nowomeisky

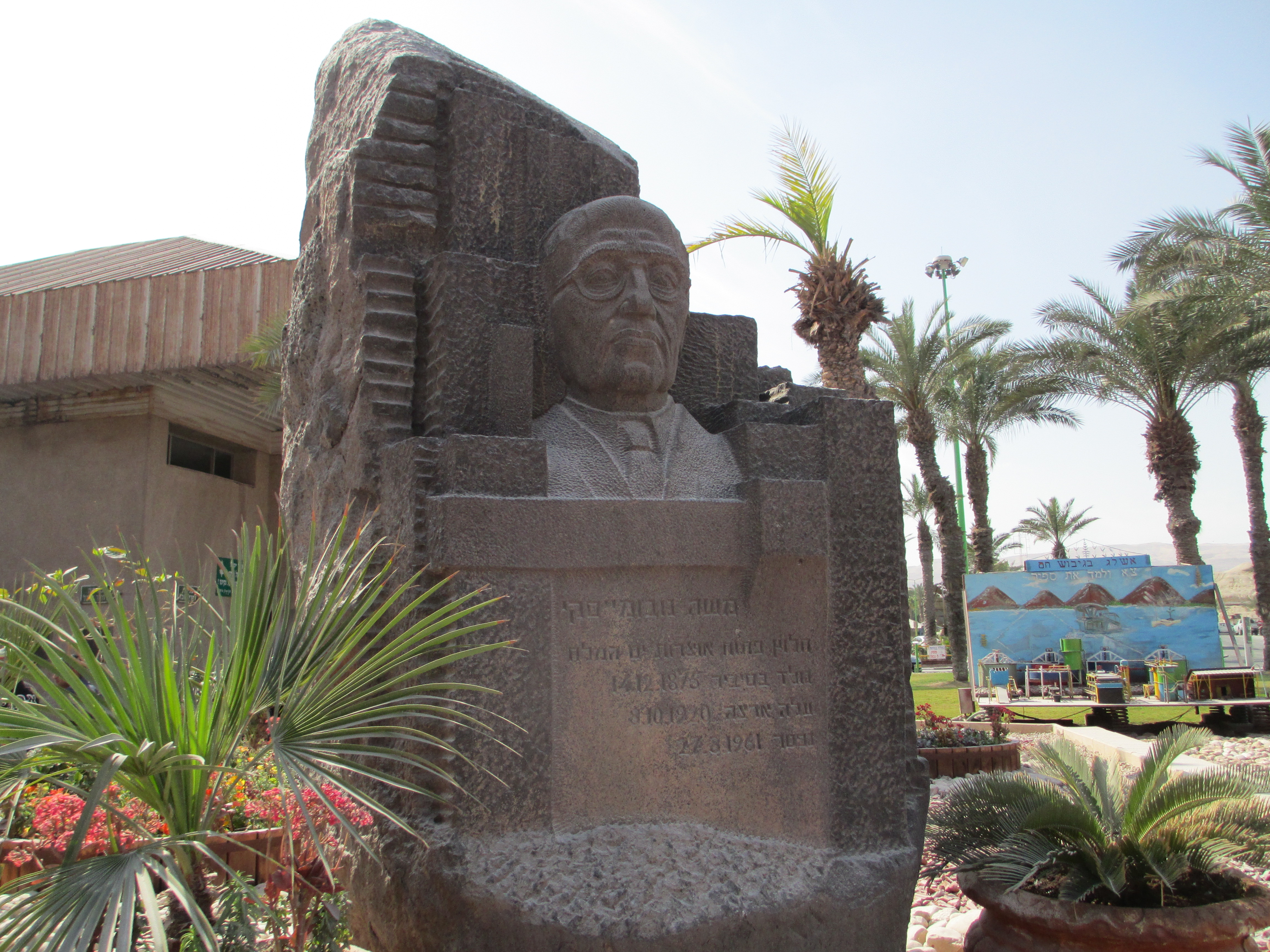
Mose Nowomeisky, Begründer der Dead Sea industry

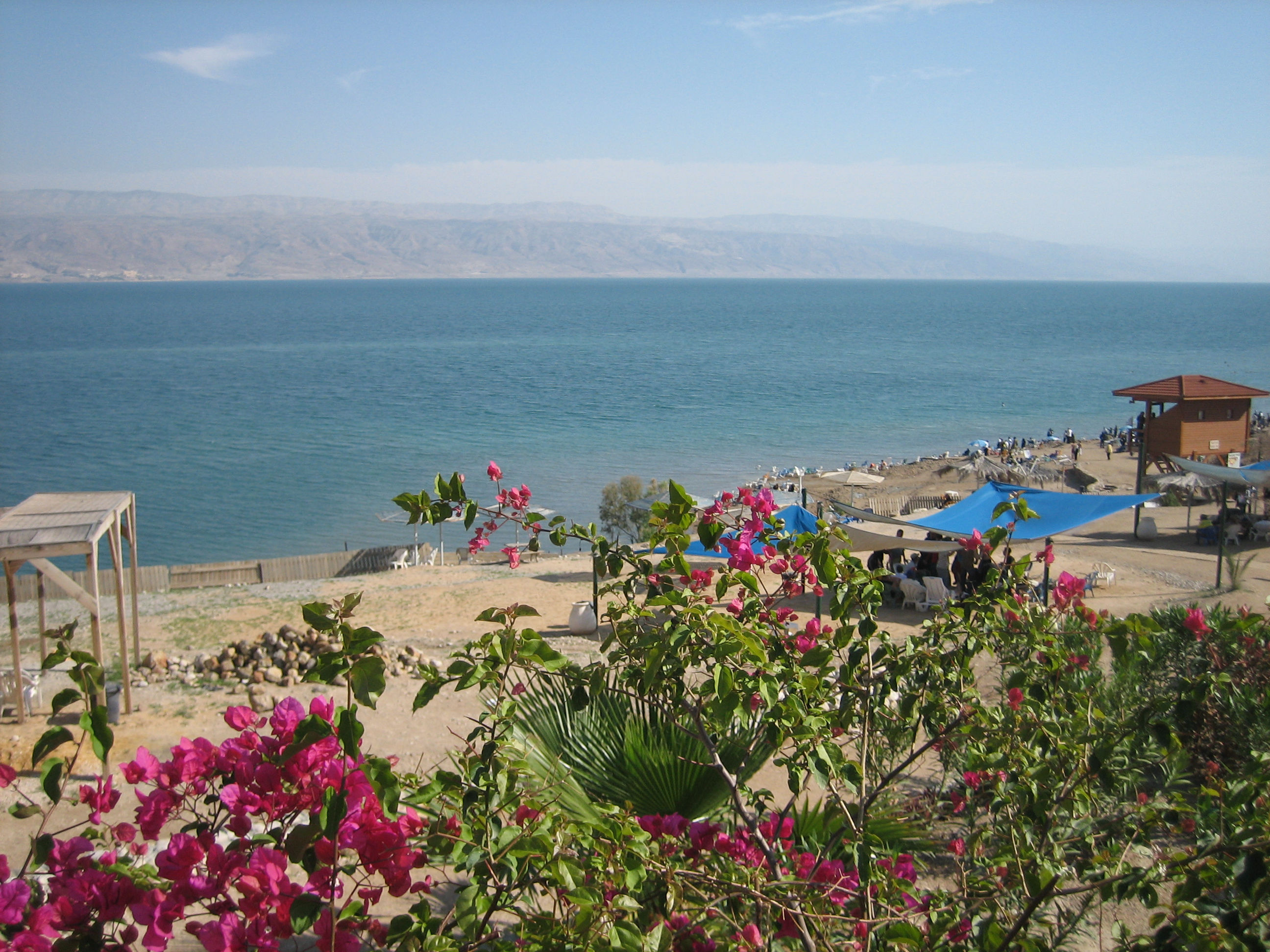
Kalija

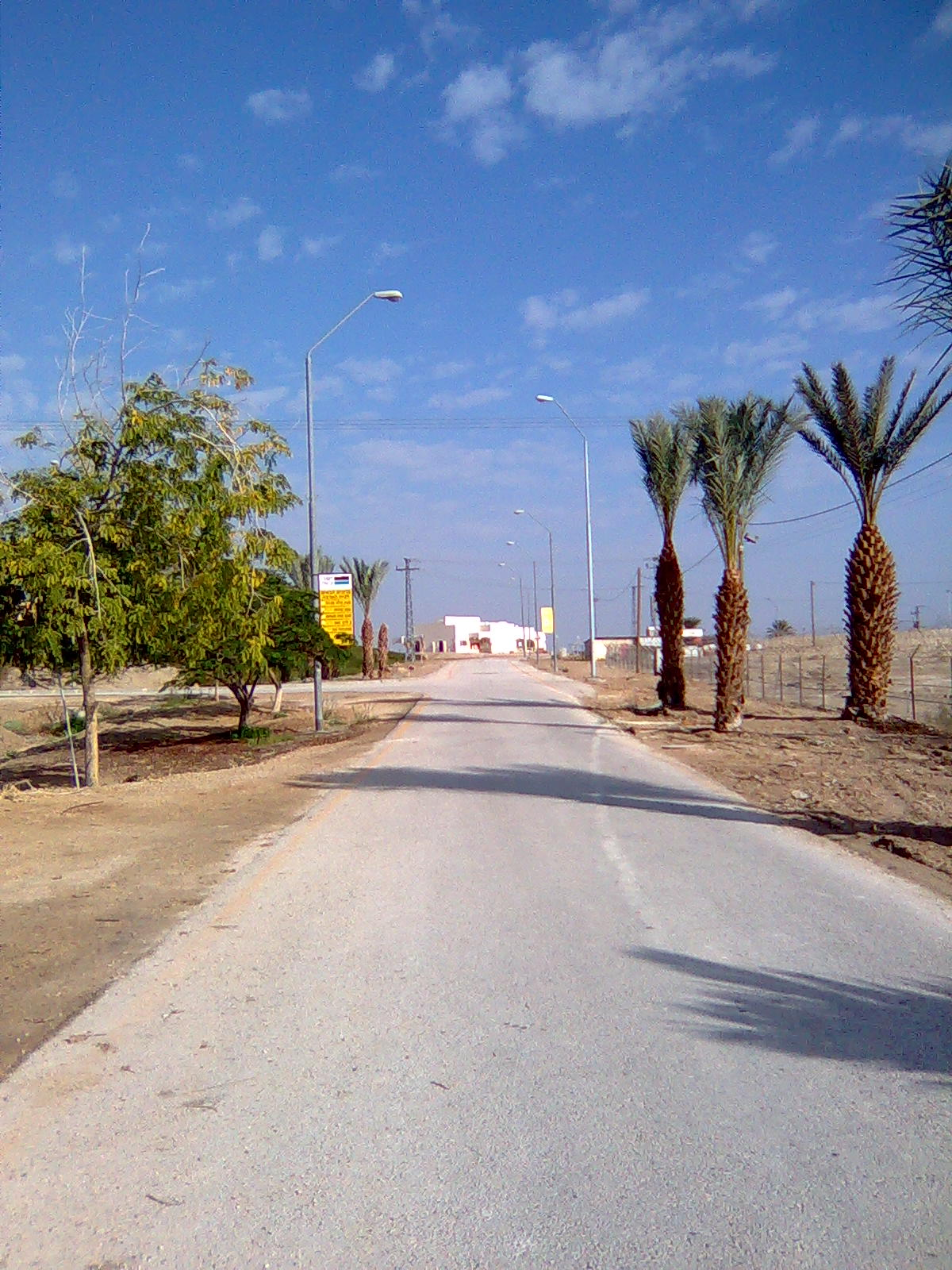
Bet haʿArava

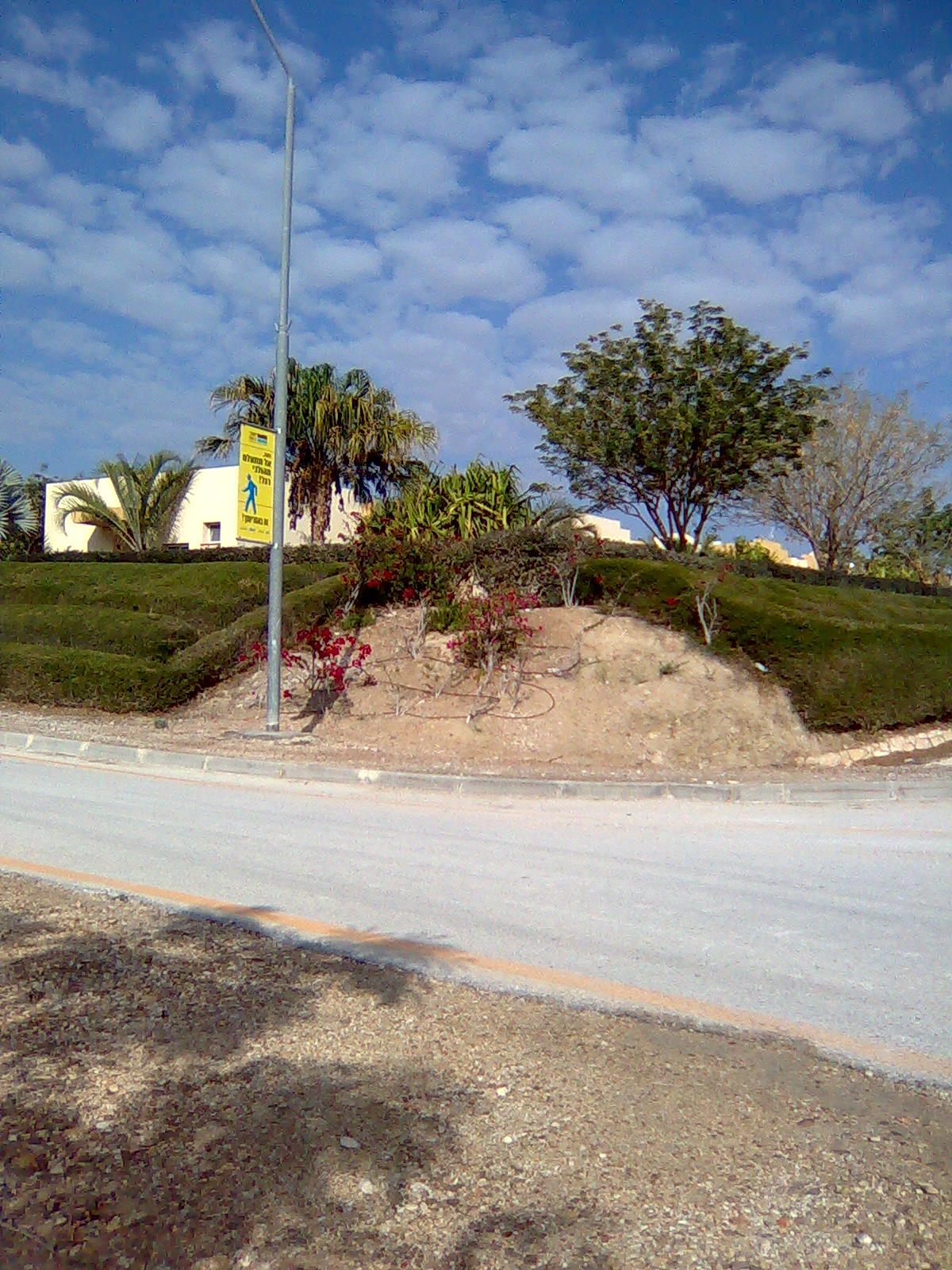
Bet haʿArava

 Mose Abramowitsch Nowomeisky (hebräisch מֹשֶׁה אַבְּרָמוֹבִיץ׳ נוֹבוֹמֶיְסְקִי russisch Моисей Абрамович Новомейский, * 25. November 1873 in Bargusin; † 27. März 1961 in Israel) war ein israelischer Wissenschaftler und Industrieller, Pionier im industriellen Salzabbau am Toten Meer.
Er graduierte an der Technischen Hochschule Irkutsk und studierte Bergwerkstechnik an der Kgl. preußischen Albertus-Universität Königsberg, schloss 1897 ab und kehrte nach Bargusin zurück. In Israel gründete er die  Palestine Potash Company den Vorgänger der Dead Sea Works.
Im Gegensatz zu den meisten anderen Bergbauingenieuren betrachtete Nowomeisky den Baikalsee als Rohstoffquelle für Mineralien und erforschte Methoden, sie aus dem See zu gewinnen. Er zählt somit zu den Pionieren des Bergbaus in Sibirien. Um 1900 erbaute er eine chemische Fabrik, die die lokale Glashütte mit raffinierten Salzen versorgte.
Das Interesse von Nowomeisky für das Tote Meer wurde bei einem Treffen mit Otto Warburg 1906 geweckt, als Warburg ihm einen Bericht des deutschen Geologen Blankenhorn über das Tote Meer vorstellte. Dabei erkannte er Parallelen zwischen dem Toten Meer und den sibirischen Seen bzgl. deren chemischer Zusammensetzung. 1907 bat er die osmanischen Behörden um die Genehmigung, Salze aus dem Toten Meer zu gewinnen. 1911 besuchte er das Tote Meer zum ersten Mal. Dabei untersuchte er das spezifische Gewicht, Wasser und Lufttemperaturen des Toten Meeres. Er prüfte die Möglichkeit, Eindampfungspfannen zu bauen. Er kehrte anschließend nach Sibirien zurück.
1920 wanderte er nach Palästina ein, wobei er seinen hebräischen Namen, Moshe, benutzte. Er siedelte seine Familie in Gedera in der Nähe vom Tel Aviv an und erwarb ein Stück Land an der nördlichen Küste am Toten Meer in der Nähe von Jericho.
Ende des Jahres 1922 erwarb er die Salzabbaurechte am Berg Sodom. Er gründete anschließend die Gesellschaft " Jordan" um nach Öl zu suchen. 1924 gründete er das Bergwerkssyndikat von Palästina und führte gemeinsam mit dem britischen Geologen George Stanfield Blake geologische Untersuchungen am Toten Meer durch. 1925 genehmigte der Hochkommissar für Palästina ihm, die geologischen Untersuchungen fortzusetzen. Im April beauftragte er den Betriebsleiter seines in Chadera befindlichen Werks, Moshe Langutzky, Untersuchungen an der nördlichen Küste fortzusetzen.
Britische Behörden veröffentlichten eine Ausschreibung über die Salzgewinnung im Gebiet des Toten Meeres. Es gab eine Reihe von Firmen, die Angebote abgaben. Der Zuschlag wurde durch den Hochkommissar Herbert Plumer 1927 an das Konsortium von Novomeysky erteilt. Dies löste eine Debatte im britischen Parlament aus, die die antisemitischen und antizionistischen Stimmungen einiger Abgeordneter offenbarte.unter anderem bezeichnete der Speaker des Oberhauses, Islington, Zionismus als ein "unglückliches Experiment".
Nowomeisky sammelte Unterstützung unter bekannten Londonern und erhielt im August 1929 eine fünfundsiebzigjährige Konzession für seine Palestine Potash Company, nachdem die Finanzierung gesichert war und die Gesellschaft einen britischen Geschäftsführer akzeptierte.
Der Board of Directors (Verwaltungsrat) der Gesellschaft und die Vertriebsabteilung befanden sich in London. Das Management und die Forschungslabore befanden sich in Jerusalem. Die Hauptproduktionsstätte befand sich an der nördlichen Küste des Toten Meeres und das die Pilotaufbereitungsanlage am Berg Sodom.
Die meisten Arbeiter wurden am nördlichen Küstenstreifen angestellt und pendelten aus Jerusalem, da die britische Behörden es den Juden nicht erlaubten, Dörfer auf dem nahe gelegenen Regierungsland zu bauen, aber schließlich erhielt Novomeysky doch die Erlaubnis in der Nachbarschaft Arbeiter anzusiedeln. Das Sumpfland in der Nähe vom Kali-Werk wurde dräniert, und das Arbeiterdorf Kalia wurde 1934 gegründet. Qalja (hebräisch קַלְיָה) stammt von dem Wort Kalium ab, das in der Region gefunden wurde. Qalja ist ebenso ein hebräisches Akronym für Qam liTchijja Jam haMawet (hebräisch קָם לִתְחִיָּה יַם הַמָּוֶת ‚Es hob an die Wiederbelebung des Toten Meers‘). Die Briten erkannten nun das Potenzial des Toten Meeres als Urlaubsort und legten in Kalija einen Golfplatz an, den sie „Sodom and Gomorrah“ nannten.
Die Kali-Produktion bedurfte äußerst großer Verdampfungsteiche, aber der nördliche Küstenstreifen war dafür zu klein. Nowomeisky erkannte dies im Jahre 1933, als er zum Kibbuz Ramat Rachel ging, um dort eine Arbeitsgruppe zu organisieren, die an der einträglichsten Seite des Berges Sodom arbeiten sollte. Während die nördliche Küste des Toten Meeres bereits schwierige Bedingungen für die Kaligewinnung aufzuweisen hatte, waren die Bedingungen auf der südlichen Seite des Toten Meeres aufgrund seiner isolierten Position mitten in der judäischen Wüste weitaus schwieriger.
Ramat Rachel setzte sich daraufhin mit der Kibbuzbewegung in Verbindung, die eine Gruppe von 20 Personen organisierte. Diese reiste im Jahre 1934 zusammen mit Kali-Arbeitern von Palästina zum Berg Sodom, um dort ein Arbeitslager zu gründen. Materialien wurden von Jerusalem aus geliefert, und Wasser wurde von König Abdullah zur Verfügung gestellt.
Die Gruppe fand daraufhin im nahe gelegenen Tal von Zoar einen guten Ort zur Gründung einer Siedlung. Bald schloss sich eine Arbeiter-Gruppe aus Raʿananna an. Jedoch wurde das Gebiet dem Emirat des König Abdullah von Transjordanien zugeteilt. Die Gruppe protestierte, wurde aber dann evakuiert. Trotzdem konnte die Gruppe am 8. Oktober 1939, zu Anfang des Zweiten Weltkriegs, ein Kibbuz in der Nähe von Kalia, genannt Beit haʿArava zu errichten, wo sie erfolgreich Getreide auf sehr salzigem Boden anbauten. Entgegen den Regelungen des Weißbuch von 1939, erhielt Novomeysky 1939 für den Kibbuz Beit haʿArava die Genehmigung, weil der Kibbuz eine Siedlung seiner Arbeiter darstellte. Vor 1943 lebten 100 jüdische Familien in Beit haʿArava, die für Fischteiche, Eukalyptus, Zypresse, Kiefern und Blumen bekannt war.
Eine gute Beziehung zur lokalen arabischen Bevölkerung war für Nowomeisky wichtig. Er erlernte die arabische Sprache und war Ortsansässigen als „der Arzt“ bekannt. Nowomeisky hatte auch gute Verbindungen zu König Abdullah I aus Jordan dessen Emirat jenseits des Flusses Jordan lag. Wegen des Rufs von Nowomeisky wurden die Kibbuzim von Arabischen Aufstand verschont. Viele seiner arabischen Arbeiter pendelten vom nahe gelegenen Jericho zu den Arbeitersiedlungen Nowomeiskys. 
Nach dem 18. April 1948 hörten die Briten auf, Konvois von Jerusalem zu den nördlichen Küstenstreifen des Toten Meeres zu eskortieren. Da die Wahrscheinlichkeit eines Krieges zwischen den Arabern und den Zionisten am Ende des britischen Mandats zunahm, versuchte Novomeysky den Frieden mit Abdullah zu fördern. Dies erfolgte dadurch, indem er ein Geschäft vorschlug, das den Kalibergbau wegen ihres Werts für beiden Seiten sowie für die Briten verschonen sollte. Er flog zweimal nach Amman für Verhandlungen am 13. Mai 1948. Bei einer Vereinbarung mit der Delegation von Transjordanien wurde eine neutrale Zone geschaffen um den Bergbau zu schützen. Er reiste am 14. Mai nach Tel Aviv, um diese Ergebnisse mit David Ben-Gurion mitzuteilen. Dieser konnte diese Abmachung jedoch nicht absegnen. Novomeisky verunglücktebei einem Autounfall. Am 17. Mai schlossen Vertreter der Palestine Potash Company und der Haganah einen Vertrag, wonach der Bergbau sowohl im nördlichen als auch südlichen Teil des Toten Meeres unter die Aufsicht von Transjordanian gestellt werden sollte. Dies stand im Widerspruch zu den vorherigen Abmachungen. Das Oberkommando der Haganah wies jedoch die neue Abmachung ab. Wegen seines Krankenhausaufenthaltes war Novomeysky nicht in der Lage, seine Kontakte in Transjordanien zu verwenden, um die Differenzen zwischen den Vertragsparteien zu klären.